# Baba Amr
Baba Amr (em árabe: بابا عمرو /ALA-LC: Bâba ʿAmr) é um distrito (hayy) no sudoeste da cidade de Homs, na Síria central. Em 2004, tinha uma população de 34.175 pessoas. Ao lado de Baba Amr e Sultaniya, do norte e do sul, respectivamente, estão os distritos da cidade de Inshaat e a vila de Jobar. A oeste, estão as aldeias de Aysun, Shalluh e al-Mazra'a; e, a leste, está o campo de refugiados palestinos de Homs.

## História
Baba Amr recebeu o nome de Amr ibn Abasah, que foi enterrado em Homs. No início do século XX, Baba Amr era uma vila na planície do Rio Orontes, a sudoeste de Homs. O distrito moderno foi formado em grande parte como resultado da migração beduína da estepe do deserto a leste de Homs para os subúrbios da cidade, nas décadas de 1960 e 1970. Os beduínos se mudaram para a área devido às reformas agrárias do governo baathista dos líderes Salah Jadid e Hafez al-Assad, que viram muitos beduínos semi-nômades se estabelecerem nos subúrbios das principais cidades sírias. A maioria dos habitantes de Baba Amr se identifica como membros das confederações tribais Mawali e Bani Hassan. Os habitantes são predominantemente muçulmanos sunitas.
Durante a Guerra Civil Síria, Baba Amr foi o epicentro dos combates na ofensiva de Homs, em 2012.